# Feodora av Sachsen-Meiningen
Feodora av Sachsen-Meiningen, Feodora Karola Charlotte Marie Adelheid Auguste Mathilde, född 29 maj 1890 i Hannover, död 12 mars 1972 i Freiburg im Breisgau, var en storhertiginna av Sachsen-Weimar. Hon var dotter till Fredrik Johann av Sachsen-Meiningen och gifte sig 1910 i Meiningen med storhertig Wilhelm Ernst av Sachsen-Weimar. 
Feodora övertalades att gifta sig med Wilhelm Ernst av kejsar Vilhelm II av Tyskland. Kejsaren närvarade trots detta inte vid vigseln, kanske på grund av Feodoras farfars Georg II av Sachsen-Meiningen morganatiska äktenskap, vilket på sin tid förorsakade skandal. 
Feodoras relation till maken var olycklig och hon vantrivdes snart vid hovet; hovet i Weimar hade strängare etikett än något annat hov i Tyskland, en etikett som maken inte var villig att förändra, och paret lärde aldrig känna varandra. Hon grundade ett sanatorium, som hon besökte så ofta att det tros ha varit hennes sätt att slippa vistas vid hovet. På grund av sin omtanke om de fattiga var hon omtyckt bland allmänheten. 
Efter revolutionen 1918 flydde familjen till en privategendom i Schlesien. Hon avled 1972 efter att i nära 50 år levt som änka. Hon efterlämnade flera barn.